# Feuerwehrkupplung

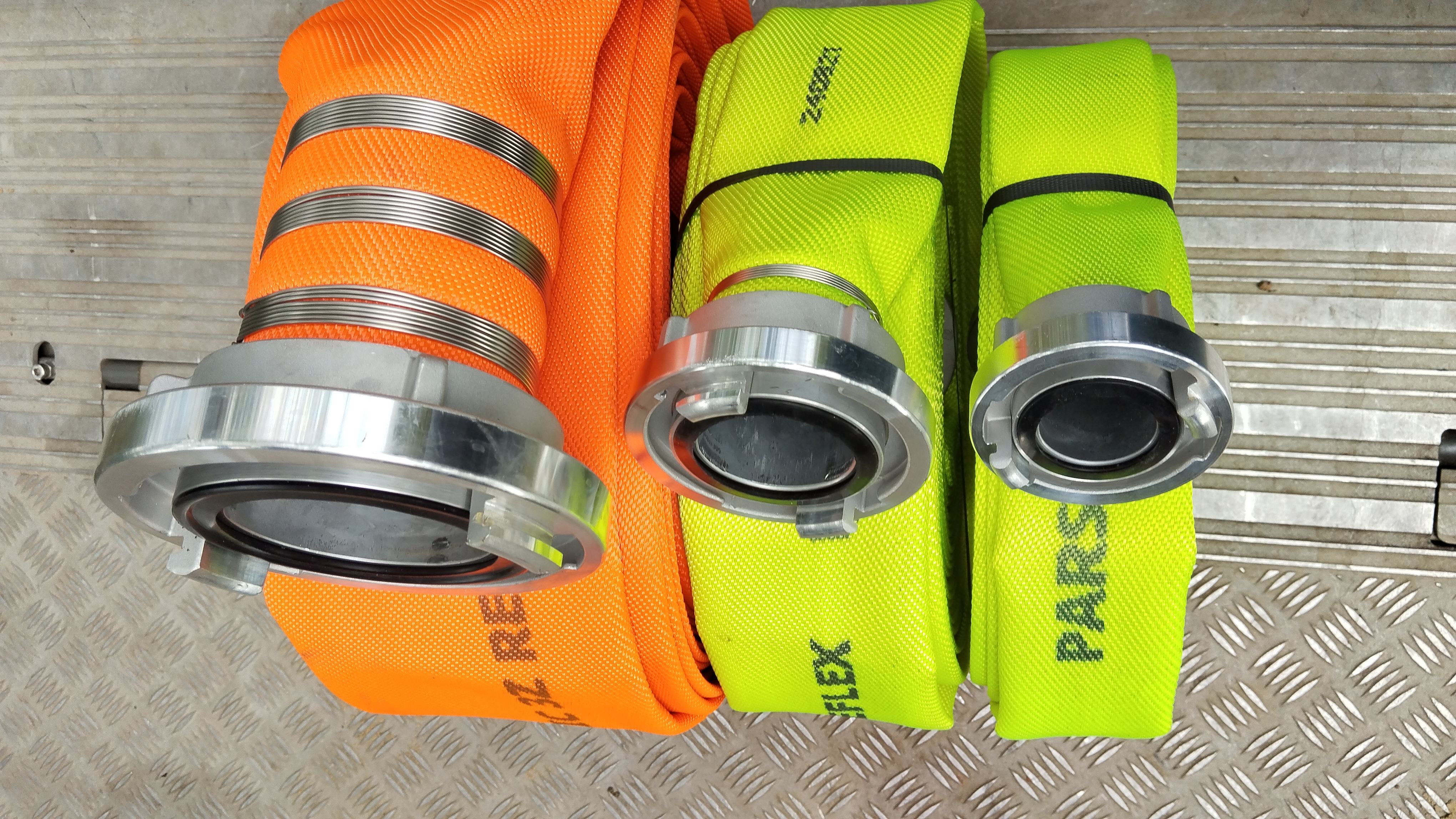
Storzkupplungen der Größen A, B und C (von links) an Druckschläuchen eingebunden

 Feuerwehrkupplungen sind Schlauchkupplungen zum Verbinden von Feuerwehrschläuchen und Armaturen. Man unterscheidet zwischen Druckkupplungen, Saugkupplungen und Festkupplungen. Sonderfälle stellen Blindkupplungen und Übergangsstücke dar. Die Kupplungen und Übergangsstücke gehören zu den Armaturen zur Wasserfortleitung.
Die im deutschen Sprachraum weitestverbreitete Feuerwehrkupplung ist die Storz-Kupplung.

## Geschichte
Die Storz-Kupplung wurde im Jahre 1890 von Guido Storz und Jakob Leidenthal zum Patent angemeldet und von dem Unternehmen Zulauf & Cie. hergestellt. Ihre deutschlandweite Verbreitung im Feuerwehrwesen fand sie aber erst ab dem Jahr 1933, nachdem sie nach einem Großbrand in Öschelbronn als Einheitskupplung der deutschen Feuerwehren vorgeschrieben wurde. An dem Einsatz von Aluminiumkupplungen für die Feuerwehr war in Deutschland maßgeblich Luitpold Schott beteiligt. Die Kupplungen wurden in den Normen FEN 301–316 beschrieben und waren bis zum Jahr 1943 umzustellen. In den letzten Jahren haben Hersteller in China die Fertigung von Storz-kompatiblen Armaturen, -Systemteilen und -Faltschläuchen aufgenommen. Dadurch sind solche Produkte inzwischen sehr günstig erhältlich.

## Technik
Die Storz-Kupplung ist eine symmetrische hermaphrodite Kupplung, d. h. die zu kuppelnden Anschlussarmaturen sind auf der Kupplungsseite identisch und können beliebig verbunden werden. Anders als z. B. bei Verschraubungssystemen (die beiden Enden eines Schlauches oder einer Armatur sind hier verschieden) muss also nicht auf die Zuordnung von Innen- zu Außengewinde geachtet werden. Durch den Wegfall dieser Einschränkung ist der Umgang mit dem Storz-System viel schneller und problemloser als es bei nicht-hermaphroditen Verbindungssystemen der Fall ist. Dies ist gerade im Notfall (Feuerwehreinsatz) ein wertvoller Vorteil.
Anders als die im angelsächsischen Raum verbreiteten Verschraubungskupplungen werden die Storz-Kupplungen nicht verschraubt, sondern die Verbindung erfolgt nach dem Prinzip eines Bajonett-Verschlusses. Dabei greifen die Klauen (fachsprachlich: Knaggen) in entsprechende Konturen der Gegenkupplung ein und werden dort durch Verdrehen der beiden Halbkupplungen eingerastet. Im Gegensatz zu vielen anderen Systemen ist bei den Storz-Kupplungsarmaturen die äußere Form kreisrund ohne Spitzen und Ecken und daher sowohl griffsympathisch und angenehm in der Handhabung als auch unempfindlich gegen Schmutz und Abnutzung. Die Storz-Kupplungsteile (Schlauchkupplungen und Gewindestücke) sind heute üblicherweise aus Aluminium und Aluminiumlegierungen (in der Frühzeit waren die Kupplungen aus Messing und daher sehr viel schwerer, was im Einsatz nachteilig ist). Für den Bedarf der Feuerwehr, Wasserversorgung und den Anlagenbau werden die Aluminiumkupplungen gepresst (geschmiedet); gegossene Varianten (häufig aus Fernost) haben eine geringere Festigkeit. Die Dichtungen für diese Kupplungen bestehen hauptsächlich aus Nitrilkautschuk. Kupplungen aus Messing, Rotguss und Edelstahl werden in den Bereichen der Trinkwasserversorgung, in der Schiffsindustrie, im Lebensmittelbereich, der chemischen Industrie und bei anderen Sonderfällen eingesetzt. Für diese Kupplungen gibt es Dichtungen aus EPDM, Silikon, Viton und anderen Materialien.
Die Storz-Kupplungen werden fast überall da verwendet, wo flach- oder formstabile Schläuche verwendet werden, welche die Gartenschlauch-Dimensionen (bis 1 Zoll Nenndurchmesser) überschreiten, so in Industrie, Landwirtschaft, Bauwesen, Schifffahrt, Kommunalbetrieben, Ver- und Entsorgung sowie in Gartenbau und Fischzucht.

## Schlauchkupplungssysteme

### Druckkupplung

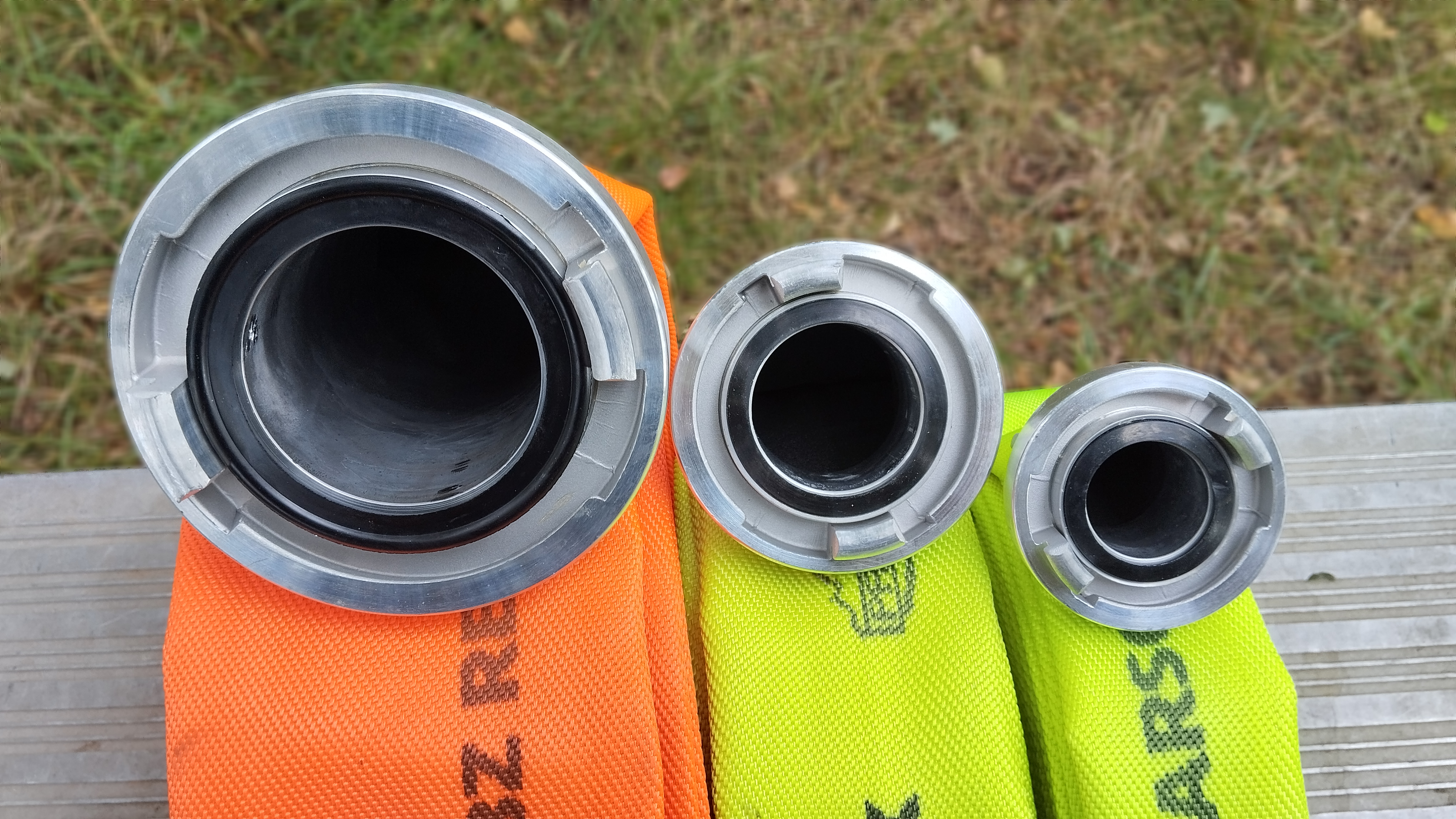
Storzkupplungen der Größen A, B und C (von links)

Druckkupplungen werden für den Anschluss von Druckschläuchen verwendet. Sie bestehen aus einem drehbaren Knaggenteil, einem Einbindestutzen, einem Sperrring und einem Dichtring mit Drucklippe. Ein besonderer Vorzug des Storz-Systems (im Gegensatz z. B. zu GEKA) ist dabei die drehbare Verbindung von Knaggenteil und Schlauchtülle (mit Dichtlippe), dadurch müssen beim Kuppeln die aneinandergepressten Dichtungen nicht gegeneinander verdreht werden, was das Kuppeln sehr erleichtert und die Dichtungen schont. Storz-Kupplungen bis etwa Größe B können in den meisten Fällen im drucklosen Zustand von Hand ohne Werkzeug (Kupplungsschlüssel) verbunden und getrennt werden. Kupplungen der Größe D können auch druckbeaufschlagt nach zweifachem Knicken des Schlauches händisch entkuppelt werden. Dies erlaubt das Verlängern bzw. Verkürzen der Leitung oder den Anbau bzw. Abbau von Hohlstrahlrohren oder anderen Anbauteilen im Einsatzgeschehen, ohne dass die Leitung drucklos sein muss.
| Größe    | Knaggenabstand [mm] | Schlauchdurchmesser [mm] | Norm                               |
| -------- | ------------------- | ------------------------ | ---------------------------------- |
| A        | 133                 | 110                      | DIN 14323 (ursprünglich DIN 14300) |
| B        | 089                 | 075                      | DIN 14303                          |
| C52      | 066                 | 052                      | DIN 14302                          |
| C42      | 066                 | 042                      | DIN 14332                          |
| S32      | 044                 | 032                      | DIN 14330–1                        |
| S28      | 044                 | 028                      | DIN 14330–2                        |
| D Anm. 1 | 031                 | 025                      | DIN 14301                          |

Die D-Kupplungen werden im Feuerwehrdienst vorwiegend an Saugschläuchen für Schaummittel verwendet. Im stationären Brandschutz, wie Kübelspritzen oder Wandhydranten, findet man sie öfter. Auch werden diese bei Sonderfahrzeugen z. B.: GW Dekon P oder Gerätewagen Verpflegung genutzt. Auch wurden sie in der DDR anstelle der im Westen üblichen GEKA-Kupplungen eingesetzt. Mittlerweile kommen sie zudem vermehrt bei Flächenbrandlagen bei geringem Wasserbedarf zum Einsatz.
Bei der Feuerwehr werden B-Schläuche primär für die Wasserversorgung bis zum Verteiler genutzt und C dann für den Innenangriff in Gebäuden, da diese auch gefüllt einfacher zu handhaben sind und auch in Treppenhäusern keine großen Radien benötigen, so dass sie ohne druckmindernde Knicke verlegt werden können. Zudem ist das C-Strahlrohr durch eine Person bedienbar.
Das THW benutzt bei der Wasserförderung hauptsächlich Druckschläuche der Größen A und B, weil es hierbei vorrangig um die Förderung größerer Wassermengen bei möglichst geringen Druckverlusten durch Reibung ankommt (mit im Vergleich zur Feuerwehr relativ kleinem Ausgangsdruck). Für Großpumpen gibt es zudem auch F-Schläuche, die aber in den meisten Fällen mit Perrot-Kupplungen ausgestattet sind.
Daneben gibt es noch „Sondergrößen“ von Storz-Kupplungen, die bei der Feuerwehr nicht anzutreffen sind:
- Kupplungen vom Typ Storz 38 (Knaggenabstand 51 mm, also eine Größe zwischen D und C), die sich besonders für Schläuche mit der Nenngröße 1 Zoll bis 1,5 Zoll eignet. (Abwasserschläuche bei GW Dekon P)
- Die Deutsche Bahn verwendet vielfach Storz 38 an den Schläuchen zum Befüllen der Wasserbehälter in Reisezügen.
- Die größte Storz-Kupplung, Typ F, findet vorwiegend in der Wasserwirtschaft an mobilen Pumpstationen Verwendung.
- Es gibt darüber hinaus noch weitere Storz-Sondergrößen, die aber alle sehr wenig verbreitet sind.
- Die Größe Storz C ist die in den höchsten Stückzahlen hergestellte Variante des Systems. Storzkupplungen gibt es bis zur Größe 12".

### Saugkupplung
Saugkupplungen werden für den Anschluss von Saugschläuchen verwendet. Sie unterscheiden sich von den Druckkupplungen insbesondere durch den Dichtring, dessen Profil ergänzend zur gleichmäßig abgeschrägten Dichtlippe der Druckkupplung „(Drucklippe)“ noch einen zusätzlichen äußeren Wulst „(Sauglippe)“ aufweist, der auf sein Gegenstück presst, wenn beide Gummiringe durch Unterdruck leicht nach innen eingezogen werden. Im Gegensatz zur Druckkupplung ist der Dichtring der Saugkupplung etwas breiter und schließt mit dem darunterliegenden äußeren metallischen Rand ab, da dieser um 55° angeschrägt wird, um Platz für die Sauglippe zu schaffen. Saugkupplungen besitzen zusätzlich oft einen deutlich längeren Einbindestutzen als Druckkupplungen.
| Größe | Knaggenabstand [mm] | Schlauchdurchmesser [mm] | Norm      |
| ----- | ------------------- | ------------------------ | --------- |
| A     | 133                 | 110                      | DIN 14323 |
| B     | 089                 | 075                      | DIN 14303 |
| C     | 066                 | 052                      | DIN 14321 |
| D     | 031                 | 025                      | DIN 14301 |

Die Dichtungen der Saugkupplungen eignen sich in der Regel auch für den Druckbetrieb. Saugkupplungen lassen sich schwerer kuppeln als die Druckkupplungen.

### Festkupplung
Festkupplungen (Gewindestücke in vielen Varianten) werden für den Anschluss von Schläuchen an Armaturen verwendet. Sie sind auf einer Seite fest mit einem Rohrgewinde auf einer wasserführenden Armatur oder an einem Hydranten verschraubt. Auf der anderen Seite kann man die üblichen Kupplungen eines Druckschlauches oder eines Saugschlauches ankuppeln. Sie sind meist aus Aluminium, für HD (Hochdruck) aus Messing. Für den Einsatz im Gefahrgutbereich gibt es sie jedoch auch aus Edelstahl und nicht funkenreißenden Messinglegierungen. Sie bestehen aus einem Knaggenteil mit einem Gewinde, einer Dichtung für Saug- und Druckzwecke und einem Flachdichtring. In Deutschland werden folgende genormte Festkupplungen von der Feuerwehr verwendet:
- A mit Gummidichtring (DIN 14309)
- B mit Gummidichtring (DIN 14308)
- C mit Gummidichtring (DIN 14307)
- D mit Gummidichtring (DIN 14306)
- A mit metallischer Dichtfläche (DIN 14319)
- B mit metallischer Dichtfläche (DIN 14318)
- C mit metallischer Dichtfläche (DIN 14317)

Die Gewindestücke (Festkupplungen) mit metallischer Dichtfläche können nur mit Schlauchstücken verbunden werden, diese enthalten immer Gummidichtungen. Gewindestücke mit metallischer Dichtfläche vermeiden das Problem der Gummialterung (Risse, Versprödung, Zerbröseln) und werden daher vor allem für fest installierte Armaturen in Gebäuden (z. B. Löschwassereinspeisungen) verwendet, so dass hier kein Wartungsaufwand entsteht (lange Wartungsintervalle) und die Funktion im Brandfall sichergestellt ist.

### Blindkupplung
Blindkupplungen (d. h. Abschlussdeckel für temporär nicht verwendete Storz-Anschlüsse) werden als Abschluss an Armaturen zu deren Schutz verwendet (z. B. gegen das Eindringen von Schmutz in Pumpen) und dürfen nicht unter Druck gesetzt werden, wenn die Leitung nicht entspannt werden kann (Unfallgefahr beim Lösen des Blinddeckels unter Druck). Sie bestehen aus Knaggenteil, Deckel, Sperrring und Dichtring. Von deutschen Feuerwehren werden vier genormte Blindkupplungen verwendet:
- A (DIN 14313)
- B (DIN 14312)
- C (DIN 14311)
- D (DIN 14310)

### Übergangsstück
Übergangsstücke dienen zum Verbinden verschieden großer Kupplungen, etwa dem Reduzieren einer Schlauchleitung von C auf D. Sie bestehen somit aus zwei verschieden großen Knaggenteilen (z. B. C und D), einem sich entsprechend reduzierenden Mittelstück, zwei Dichtringen und je nach Größe einem Sperrring mit Gewindestiften für einen festen Halt. In Deutschland sind drei Übergangsstücke genormt und werden von der Feuerwehr verwendet:
- A-B (DIN 14343)
- B-C (DIN 14342)
- C-D (DIN 14341)

## Situation in der Schweiz
In der Schweiz werden die gleichen Kupplungen wie in Deutschland eingesetzt. Allerdings werden sie nicht nach Typeinteilung benannt, sondern nach Innendurchmesser der Kupplung.

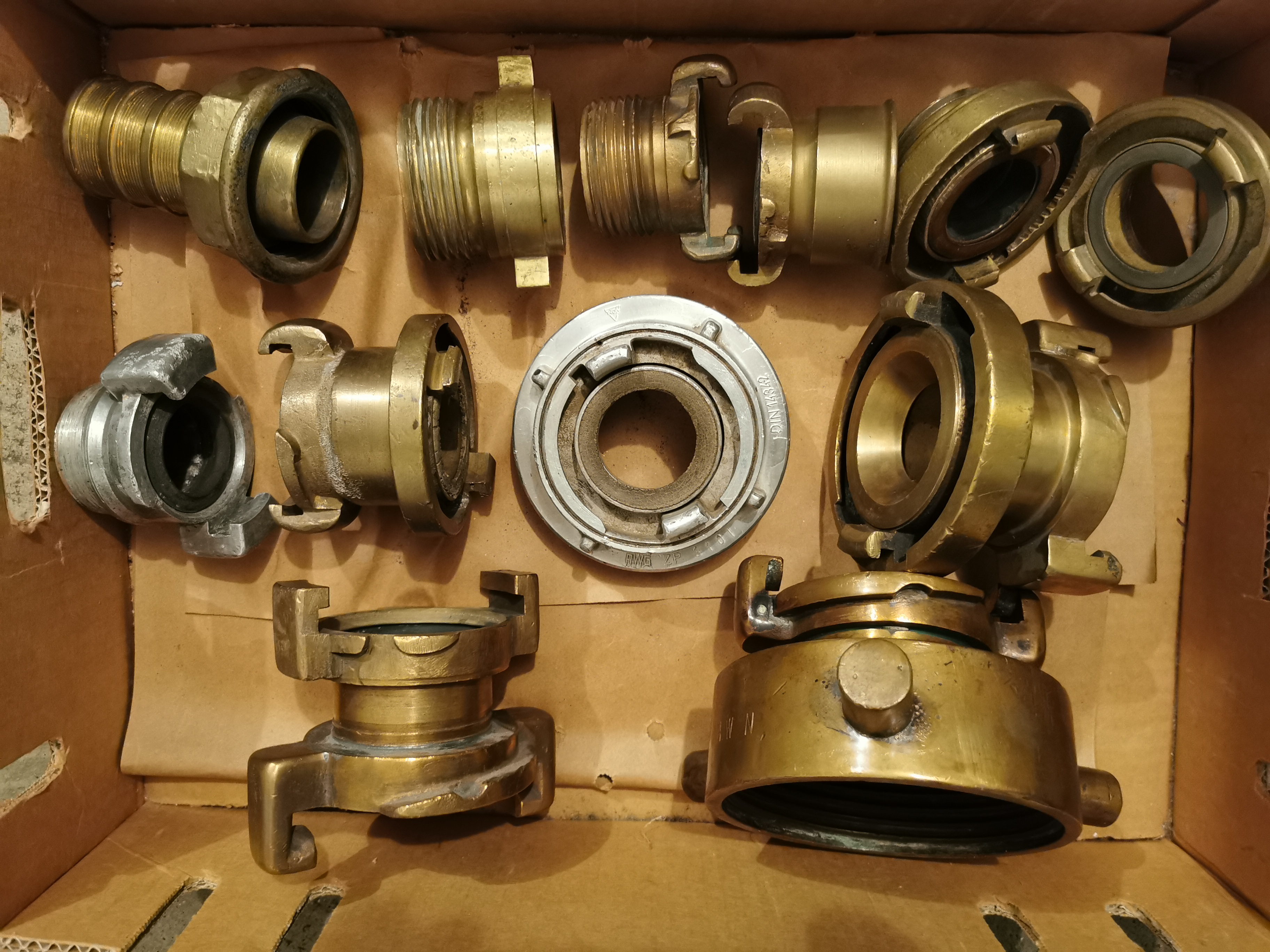
Übergangsstücke von Feuerwehrkupplungen aus Deutschland: Storz-Kupplungen besitzen außen einen durchgehenden Rand, während die Klauen der anderen Klauenkupplungen nach außen überstehen. Oben links ein Schlauchstutzen mit Überwurfmutter.

- A = 110er
- B = 75er
- C52 = 55er (effektiv 52 mm)
- C42 = 40er
- D = 25er

## Historische Kupplungen

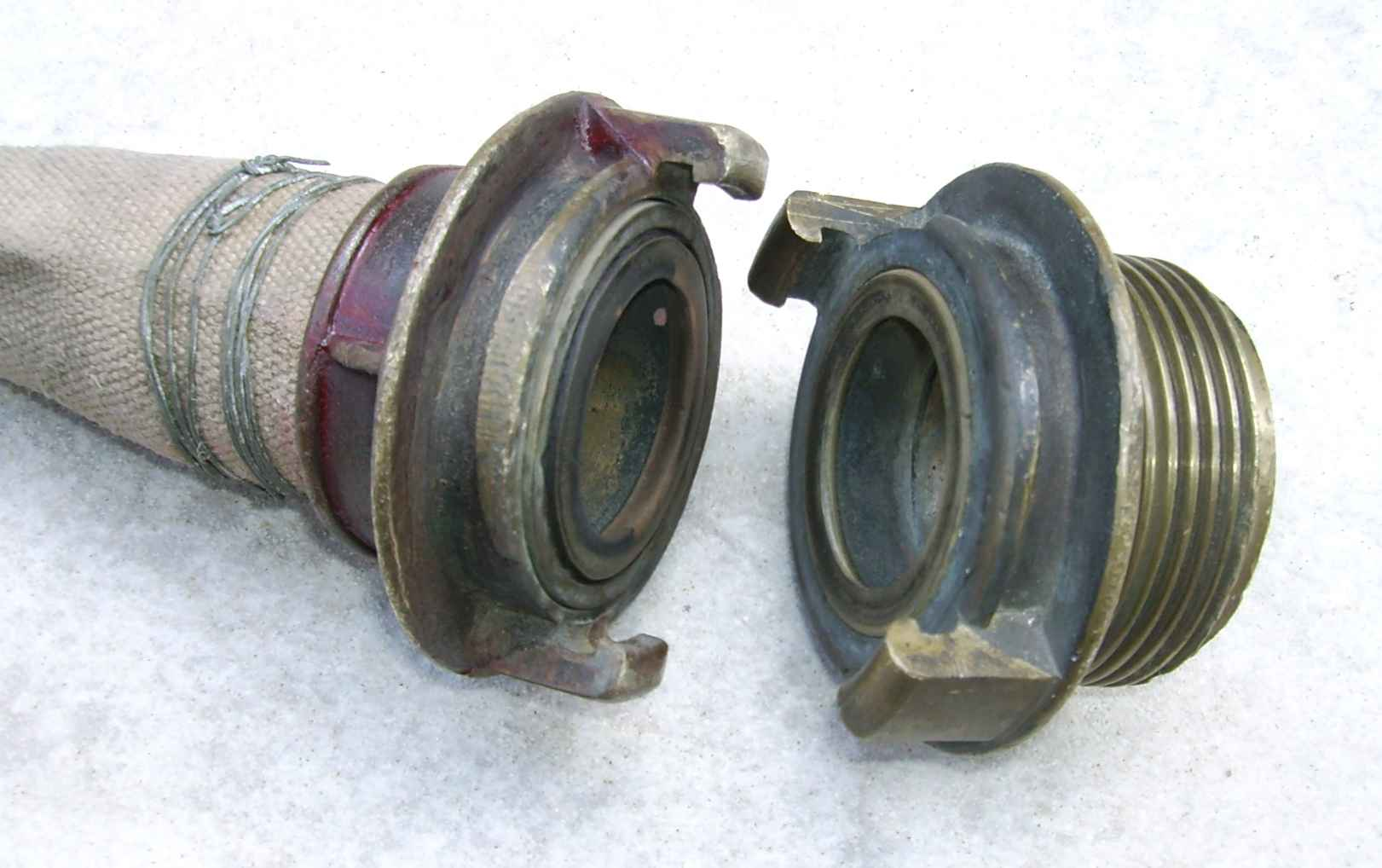
Historisches Kupplungspaar K 52 der Firma Wm. Knaust, wie sie in Österreich-Ungarn verwendet wurde

### Knaust-Kupplung
Während in Deutschland bereits die Storz-Kupplung üblich war, wurde in Österreich-Ungarn noch die dort seit 1906 von der Wiener Firma Wm. Knaust gelieferte (und schon früher patentierte) Kupplung K 52 als Einheitskupplung für Druckschläuche verwendet. Wie die Storzkupplung und die GEKA-Kupplung ist sie symmetrisch, so dass an beiden Schlauchenden gleiche Kupplungen verwendet werden. Da die Knaggen der Knaust-Kupplung durch ihre exponierte Anordnung sehr beansprucht werden und stoßempfindlich sind, wurden diese Kupplungen aus Messing hergestellt, wodurch sie wesentlich schwerer als heutige Kupplungen waren. Das Knaust-System war in Österreich weiter bis zum Zweiten Weltkrieg in Verwendung.